# Априщенко, Алексей Антонович
Алексей Антонович Априщенко (11 февраля 1919, х. Нижний Астахов, Кашарский район, Ростовская область — 1 мая 2000) — Герой Социалистического Труда (1971).

## Биография
Член КПСС с 1946 года. Окончил ВПШ при ЦК КПСС в 1956 году. Участник Великой Отечественной войны.
С 1944 на комсомольской, советской и партийной паботе в Кореличском, Желудокском и Свислочском районах, с 1965 1-й секретарь Свислочского РК КПБ. С 1975 главный государственный инспектор по закупкам и качеству сельскохозяйственных продуктов по Гродненской области.
Звание Героя присвоено за успехи в развитии сельскохозяйственного производства.
Депутат Верховного Совета БССР в 1971-75.